# Telstar in het seizoen 1968/69
Het seizoen 1968/1969 was het zesde jaar in het bestaan van de Velsense betaaldvoetbalclub Telstar. De club kwam uit in de Eredivisie en eindigde daarin op de 14e plaats. Tevens deed de club mee aan het toernooi om de KNVB Beker, hierin werd in de eerste ronde verloren van Heerenveen (1–3).

## Wedstrijdstatistieken

### Eredivisie
|       | ADO   | Ajax  | AZ '67 | DOS   | DWS   | Feijenoord | Fortuna SC | Go Ahead | Holland Sport | GVAV  | MVV   | NAC   | N.E.C. | PSV   | Sparta | FC Twente '65 | Volendam |
| ----- | ----- | ----- | ------ | ----- | ----- | ---------- | ---------- | -------- | ------------- | ----- | ----- | ----- | ------ | ----- | ------ | ------------- | -------- |
| Thuis | 1 – 1 | 1 – 4 | 1 – 1  | 2 – 1 | 0 – 2 | 0 – 0      | 3 – 1      | 1 – 0    | 1 – 1         | 1 – 3 | 1 – 1 | 1 – 1 | 1 – 0  | 0 – 3 | 0 – 1  | 4 – 2         | 2 – 0    |
| Uit   | 2 – 2 | 9 – 2 | 0 – 0  | 2 – 0 | 0 – 0 | 4 – 1      | 3 – 0      | 3 – 0    | 1 – 0         | 2 – 0 | 3 – 0 | 4 – 4 | 3 – 1  | 2 – 0 | 2 – 0  | 2 – 1         | 1 – 2    |

### KNVB Beker
| 1e ronde                                              | Heerenveen                                          | 3 – 1 (1 – 0) | Telstar           |
| 15 september 1968 Plaats: Heerenveen J.H. Kruisstraat | Herman Hofstra 35' Thomas Haan 65' Henk Prinsen 81' |               | 51' Ruud Geestman |

## Statistieken Telstar 1968/1969

### Eindstand Telstar in de Nederlandse Eredivisie 1968 / 1969
| Stand | Gespeeld | Gewonnen | Gelijk | Verloren | Punten | Doelpunten voor | Doelpunten tegen |
| ----- | -------- | -------- | ------ | -------- | ------ | --------------- | ---------------- |
| 14e   | 34       | 7        | 10     | 17       | 24     | 33              | 65               |

### Topscorers
| #      | Naam            | Goal |
| ------ | --------------- | ---- |
| 1.     | Bert Theunissen | 8    |
| 2.     | Monne de Wit    | 5    |
| 3.     | Dick Beek       | 4    |
| 3.     | Ruud Geestman   | 4    |
| 5.     | Dick Bond       | 3    |
| 5.     | Ger Clement     | 3    |
| 5.     | Paul van Egmond | 3    |
| 8.     | Frans van Essen | 1    |
| 8.     | Tonny Fens      | 1    |
| 8.     | Joop Koopman    | 1    |
| Totaal | Totaal          | 33   |

| #      | Naam          | Goal |
| ------ | ------------- | ---- |
| 1.     | Ruud Geestman | 1    |
| Totaal | Totaal        | 1    |

## Voetnoten
ADO ·
Ajax ·
AZ '67 ·
DOS ·
DWS ·
Feijenoord ·
Fortuna SC ·
Go Ahead ·
Holland Sport ·
GVAV ·
MVV ·
NAC ·
N.E.C. ·
PSV ·
Sparta ·
Telstar ·
FC Twente '65 ·
Volendam